# Dodge Challenger I
La Dodge Challenger de première génération est une pony car du constructeur américain Dodge produite de 1970 à 1974.

## Sortie initiale
Introduite à l'automne 1969 pour 1970, la Challenger était l'une des deux voitures E-body de Chrysler, l'autre étant la Plymouth Barracuda, légèrement plus petite. Positionnée pour concurrencer la Mercury Cougar et la Pontiac Firebird dans le segment supérieur du marché des pony-cars , ce fut "une réponse assez tardive" à la Ford Mustang, qui a fait ses débuts en avril 1964. Malgré tout, Chrysler voulait que la nouvelle Challenger soit la voiture la plus puissante à ce jour et, à l'instar de la moins chère Barracuda, elle était proposée dans un nombre impressionnant de versions et d'options et avec pratiquement tous les moteurs de l'inventaire de Chrysler.
L'empattement plus long de la Challenger, ses dimensions plus grandes et son habitacle plus luxueux ont été motivés par le lancement de la Mercury Cougar de 1967, également une pony-car plus grande, plus luxueuse et plus chère destinée aux jeunes acheteurs américains aisés. L'empattement de 2 800 mm était plus long de 51 cm que celui de la Barracuda, et la Dodge présentait une tôle en métal très différente, tout comme la Cougar se distinguait de la Mustang à empattement plus court. La climatisation et le désembueur de lunette arrière étaient optionnels. À l'exception de 1971, les extrémités avant des deux voitures se distinguaient par le fait que la Challenger avait quatre phares et que le Barracuda n'en avait que deux; Une tendance reproduite par les offres des rivaux de Chrysler.
Le design extérieur a été réalisé par Carl Cameron, également responsable des designs extérieurs de la Dodge Charger de 1966. Cameron a basé la calandre de la Challenger de 1970 sur un croquis d'un prototype mort-né plus ancien de Charger de 1966 qui devait avoir un moteur à turbine. Bien que la Challenger ait été bien accueillie par le public (avec 76 935 produites pour l’année modèle 1970), elle a été critiquée par la presse, et le segment des pony-cars était déjà en déclin au moment de son arrivée. Les ventes ont fortement chuté après 1970 et, bien que les ventes aient augmenté pour 1973 avec plus de 27 800 voitures vendues, la production de Challenger a cessé au milieu 1974. Au total, 165 437 Challengers ont été vendues pour cette génération.

## Évolution

### 1970
Pour son année d'introduction, la Challenger était disponible en deux finitions, Challenger et Challenger R/T, et trois modèles, toit rigide à deux portes, toit rigide à deux portes Special Edition ou cabriolet. Le modèle de base était la Challenger avec des moteurs six cylindres en ligne ou V8. Le toit rigide Special Edition, disponible sur la Challenger de base ou sur la R/T, ajoutait un certain nombre de fonctionnalités d'apparence, de commodité et de confort. Produite uniquement pour l'année modèle 1970, cette finition SE (Special Edition) plus luxueuse incluait en standard un toit en vinyle avec des médaillons "SE" sur les piliers, une lunette arrière "formelle" plus petite, sièges baquets en cuir et en vinyle et une console intérieure au plafond qui contenait trois voyants (porte entrouverte, niveau de carburant bas et ceintures de sécurité). Le moteur standard sur le modèle de base était un six cylindres en ligne 225 de 3,7 L. Le moteur standard sur les modèles à finition supérieure était un V8 318 de 5,2 L avec un carburateur à 2 corps. Pour 1970, les moteurs en option comprenaient les 340 et 383 de respectivement 5,6 et 6,3 L, ainsi que les V8 440 et 426 de respectivement 7,2 et 7,0 L, tous avec une transmission manuelle à 3 vitesses standard, à l'exception du moteur 383 de 294 ch (216 kW), qui n'était disponible qu'avec la transmission automatique TorqueFlite. Une boîte manuelle à 4 vitesses était offerte en option sur tous les moteurs, à l'exception du six cylindres en ligne de 3,7 L à 2 corps et du V8 de 6,3 L.
Le modèle de performance était la Challenger R/T (Road/Track), avec un V8 "Magnum" de 6,3 L d'une puissance nominale de 340 ch (250 kW); 304 ch (224 kW) pour 1971, en raison d'une baisse de compression. La transmission standard était une manuelle à 3 vitesses. Les moteurs R/T en option étaient le Magnum 440 7,2 L de 380 ch (280 kW), le Six-Pack 440 7,2 L de 395 ch (291 kW) et le Hemi 426 7,0 L de 437 ch (317 kW) à 5 000 tr/min et 664 N m de couple à 4 000 tr/min. La R/T était disponible en version à toit rigide ou cabriolet. La Challenger R/T est livrée avec un groupe d'instrumentations Rallye qui comprenait un compteur de vitesse de 240 km/h, un compte-tours à 8 000 tr/min et un manomètre de pression d'huile. Le mixeur de l'écope du capot n'était plus disponible après 1971.
Une introduction en milieu d'année était la Challenger Deputy à bas prix, un coupé avec des vitres arrière fixes et dépouillé de certaines garnitures de la voiture de base et avec des vitres latérales arrière fixes. La "Western Sport Special" était une version uniquement disponible pour les concessionnaires de la côte ouest. Elle était livrée avec un système d'échappement arrière et une identification Western Sport Special sur le couvercle du coffre arrière. Quelques exemplaires sont venus avec un déverrouillage du coffre actionné par dépression[réf. nécessaire].

### La Dodge Challenger T/A de 1970
Un modèle spécial uniquement disponible pour l'année modèle 1970 était la voiture d'homologation de course, la Challenger T / A (Trans Am). Afin de courir dans le Sports Car Club of America's Trans American Sedan Championship Trans Am, Dodge a construit une version de rue de sa voiture de course (tout comme Plymouth avec sa Plymouth 'Cuda AAR) qu'il a appelé la Dodge Challenger T / A (Trans Am ). Bien que les voitures de course aient utilisé une version détruite du moteur 340, les versions de rue ont pris le moteur 340 et ajouté un trio de carburateurs à deux corps au sommet d'un collecteur d'admission en aluminium, créant le moteur Six Pack 340. Dodge a évalué le Six Pack 340 à 294 ch (216 kW), seulement 15 ch (11 kW) de plus que le moteur 340 d'origine (qui avait également la même puissance que la Camaro Z / 28 et la Ford Mustang Boss 302). L'air entrait à travers une écope à air de la taille d'une valise moulée dans le capot à charnière en fibre de verre noir mat. Un échappement à double sortie et à faible restriction allait jusqu'à l'emplacement du silencieux d'origine, puis avec une direction inversé pour sortir dans les sorties "mégaphone" chromées à l'avant des roues arrière. Les options comprenaient une transmission automatique à quatre vitesses TorqueFlite à poignée pistolet ou Hurst, des rapports de 3,55:1 ou 3,90:1, ainsi qu'une direction manuelle ou assistée. Les freins à disque avant étaient standard. La suspension spéciale Rallye utilisait des pièces robustes et augmentait le taux des ressorts arrière. La T / A a été l'une des premières muscle cars américaines à monter des pneus de tailles différentes à l'avant et à l'arrière: Goodyear Polyglas E60x15 à l'avant et G60x15 sur l'essieu arrière,. La chambre modifiée élevait suffisamment l'arrière pour dégager les pneus arrière et les sorties d'échappement latérales. Des doubles bandes latérales épaisses, graphiques d'identification en gras, un becquet arrière en fibre de verre et un aileron avant en fibre de verre était également inclus. L'intérieur était identique aux autres Challenger.
Dodge a retenu les services d'Autodynamics de Ray Caldwell à Marblehead, dans le Massachusetts, pour diriger l'équipe Trans-Am de l'usine. Sam Posey conduisait la voiture peinte à la chaux n ° 77 que l'équipe de Caldwell a construite à partir d'une voiture enlevée de la salle d'exposition d'un concessionnaire local. Lorsque la No.76 a été achevée à la mi-saison à partir d'un châssis fourni par les All American Racers de Dan Gurney, Posey a alterné entre les deux. Les deux voitures ont couru les deux dernières courses, avec Posey dans la # 77. Ronnie Bucknum a conduit la No.76 à Seattle Washington et Tony Adamowicz l'a conduit à Riverside, en Californie.
Les Challenger T / A ont obtenue quelques arrivées parmi les trois meilleures, mais le manque de budget de développement et les moteurs de 5,0 L de courte durée construits par Keith Black ont conduit Dodge à quitter la série à la fin de la saison. La version de rue souffrait d'un sous-virage sévère dans les virages rapides, principalement en raison des pneus avant plus petits. Seulement 2 399 T / A ont été fabriquées. Un modèle de 1971 utilisant le moteur 340 avec un carburateur à 4 corps était prévu et apparu dans la publicité, mais n'a pas été produit depuis que Dodge s'était retiré de la série de course.

### 1971
Pour l'année modèle 1971, la Challenger Coupe est devenue le modèle d'entrée de gamme, avec un moteur six cylindres en ligne ou un moteur V8. Comme la Challenger Deputy qu'elle a remplacée, elle avait des vitres arrière fixes et un volant de base noir avec bouton de klaxon.

### 1972
Pour l'année modèle 1972, les listes d'options (à la fois pour les éléments de performance et d'apparence / commodité) avaient été considérablement réduites. La version cabriolet (bien qu'un toit ouvrant ait été mis à disposition), la plupart des options de mise à niveau intérieure (en particulier les sièges en cuir), les articles de confort / de commodité (en particulier les vitres électriques et les sièges électriques), et toutes les options de moteur à gros bloc ont disparu. La finition R / T a été remplacée par la finition Challenger Rallye. Le modèle Rallye comportait quatre évents simulés sur les ailes avant, d'où sortaient des bandes stroboscopique noir mat. Les choix de moteurs étaient réduits à trois: le slant-6 225 de 3,7 L, le V8 318 de 5,2 L et un V8 340 de 5,6 L qui était équipé d'un carburateur à 4 corps, de doubles échappements , ainsi qu'un arbre à cames et des têtes axés sur les performances. Les trois moteurs ont été désaccordés pour réduire les taux de compression afin de fonctionner avec de l'essence sans plomb, et les puissances en chevaux ont été abaissées pour refléter les calculs plus précis de la puissance nette de la Society of Automotive Engineers (SAE). Chaque moteur pouvait être accouplé à une transmission manuelle ou automatique à 3 vitesses, tandis que le 340 pouvait également être équipé d'une transmission manuelle à 4 vitesses sur demande. Les rapports des essieux de performance ont également disparu, sauf pour une adhérence sûre de 3,55 qui ne pouvait être obtenue qu'avec le moteur 340 et la suspension robuste. Les modèles de 1972 ont également reçu une nouvelle calandre qui s'étendait sous le pare-chocs avant, ainsi que de nouveaux feux arrière. Vers la fin de l'année modèle 1971, quelques cabriolets ont été fabriqués avec l'avant (calandre, feux, etc.) et l'arrière de 1972 (feux arrière et leur panneau). La seule façon de déterminer ces cabriolets Challenger de 1972 est de regarder son étiquette sur l'aile. Sur la ligne de code qui donne le numéro de commande du concessionnaire, ce numéro commencera par un «R», qui désigne «Special Meaning» (dans ce cas, une voiture de «promotions spéciales» de télévision).

### 1973-1974
La calandre et les feux arrière de 1972 ont été conservés pour les années modèles 1973 (et 1974) et les pare-chocs résistant à 8 km/h obligatoires ont été ajoutés. Bien que le moteur à six cylindres 225 de 3,7 L ait été abandonné (ne laissant que les deux V8), toutes les listes d'options étaient sinon des reports de 1972.
Pour 1974, le moteur 340 de 5,6 L a été remplacé par une version 360 de 5,9 L offrant 248 ch (183 kW), mais le marché des pony cars était tombé et la production des Challenger a cessé fin avril 1974.

## Variations cosmétiques
Bien que le style de carrosserie soit resté le même tout au long des cinq ans de la Challenger, il y a eu deux changements notables à la calandre avant. Les modèles de 1971 avaient une calandre "fendue", tandis que 1972 introduisait un design qui étendait la calandre (surnommée la "bouche triste") sous le pare-chocs avant. Avec ce changement à l'avant, les modèles de 1972 à 1974 ont peu ou pas de variation. La seule façon de les distinguer correctement est que les modèles de l'année 1972 avaient des pare-chocs encastrés sans protections de pare-chocs (les petits pare-chocs étaient en option), tandis que les modèles de 1973 et 1974 avaient les pare-chocs saillants résistant à 8 km/h (avec une garniture en caoutchouc derrière eux) en conjonction avec de grandes protections de pare-chocs. Les voitures de 1974 étaient dotées de protections de pare-chocs arrière plus grandes pour répondre à la loi sur les chocs arrière résistant à 8 km/h (nouvelle pour 1974 et plus). Ces modifications ont été apportées pour respecter la réglementation américaine en matière de sécurité lors des essais de collision.
Les feux arrière des modèles de 1970 traversaient l'arrière de la voiture, avec le feu de recul au milieu. En 1971, les feux de recul étaient à gauche et à droite au lieu du milieu. L'assemblage des feux arrière a également changé pour 1972 et la Challenger a maintenant quatre lampes rectangulaires individuelles.

## Collectibilité
Bien que peu aient pleuré la fin des modèles à plate-forme E, le passage du temps a créé des légendes et mis en évidence les personnalités uniques de la Challenger et de la Barracuda. Avec une production totale faible et une faible capacité de survie au fil des ans, toute Challenger vaut une somme d'argent substantielle. Dans une revue historique, les éditeurs d'Edmunds Inside Line ont classé ces modèles comme suit : 1970 a été une «grande» année, 1971 a été une «bonne» année, puis «trois progressivement plus moche» (1972-1974). Avec des ventes et une production totales réduites de 2/3 par rapport à 1970, les Challenger avec moteur de performance sont les plus rares. Les ventes et la production des voitures de 1973 (avec seulement deux V8 disponibles) ont en fait dépassé 1971 d'environ 1 700 voitures.

## Marchés d'exportation
Les Dodge Challenger ont principalement était produites pour les marchés américain et canadien. Chrysler a officiellement vendu des Challenger en Suisse par le biais d'AMAG Automobil- und Motoren AG à Schinznach-Bad, près de Zurich. Seules quelques voitures étaient expédiées à l'étranger chaque année vers AMAG. Ils faisaient l'assemblage final des Challenger et les convertissaient selon les spécifications suisses. Il existe encore peu de voitures AMAG. Du point de vue d'un collectionneur, ces voitures sont très souhaitables. Aujourd'hui, moins de cinq Challenger suisse existent en Amérique du Nord.
Chrysler exportait également officiellement des Dodge Challenger en France par le biais de son opération Chrysler France Simca, puisque Ford vendait avec succès en petit nombre la Mustang en France. Cependant, seuls quelques Challenger étaient exportées et Chrysler a finalement renoncé à les vendre en France.

## Motorisations
Les puissances nominales brutes étaient déterminées en testant le moteur sans accessoires, sans filtre à air ou en-têtes de dyno ouverts. En 1971, les taux de compression ont été réduits dans les moteurs haute performance, à l'exception du 426 de 7,0 L et du moteur haute performance 440 de 7,2 L, pour accueillir de l'essence ordinaire. 1971 a été la dernière année pour le Hemi 426 de 7,0 L.
Les moteurs disponibles étaient répartis en deux catégories, selon leurs cylindrées.
Small blocks
- 6 cylindres en ligne « Slant Six » 225 (3,7 L) : 1970-1972
- V8 318 (5,2 L) : 1970-1974
- V8 340 (5,6 L) : 1970-1973
- V8 360 (5,9 L) : 1974

Big Blocks
- V8 « Magnum » 383 (6,3 L) : 1970-1971
- V8 « Magnum » 440 (7,2 L) : 1970-1971, à carburateur quadruple corps (développant 380 ch (280 kW))
- V8 « Six Pack » 440 (7,2 L) : 1970-1971, à trois carburateurs double corps développant 395 ch (291 kW) et 664 N m.
- V8 Hemi 426 (7,0 L) : 1970-1971. 431 ch (317 kW) et 664 N m, une option coûteuse de 1 228 dollars, ce qui explique le peu d'exemplaires construits avec ce moteur.

Les Challenger équipées de big blocks étaient disponibles en deux versions spécifiques, la mythique version « R/T » (pour « Road/Track », soit « route et circuit »), version la plus sportive, et la version « SE » (pour « Standard Edition »), version plus confortable.

### Performances
402 mètres (1/4 de mile) départ arrêté en secondes et vitesse de passage :
- 340 : 14,8 s et 124,5 km/h
- 340 T/A : 14,4 s et 126,1 km/h
- 383 : 14,1 s et 139,6 km/h
- 440 Magnum R/T : 13,9 s et 142,5 km/h
- 440 Six-Pack : 13,8 s et 147,3 km/h
- 426 Hemi : 13,6 s et 148,9 km/h

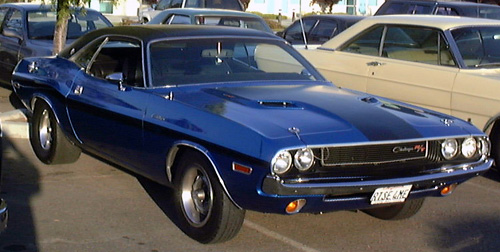
Dodge Challenger R/T de 1970
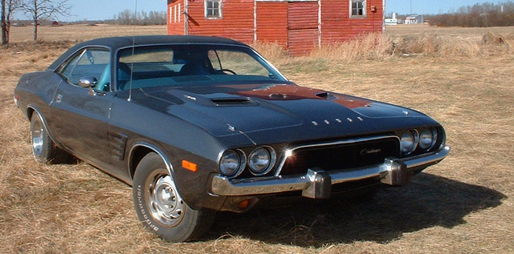
Challenger Rallye de 1973
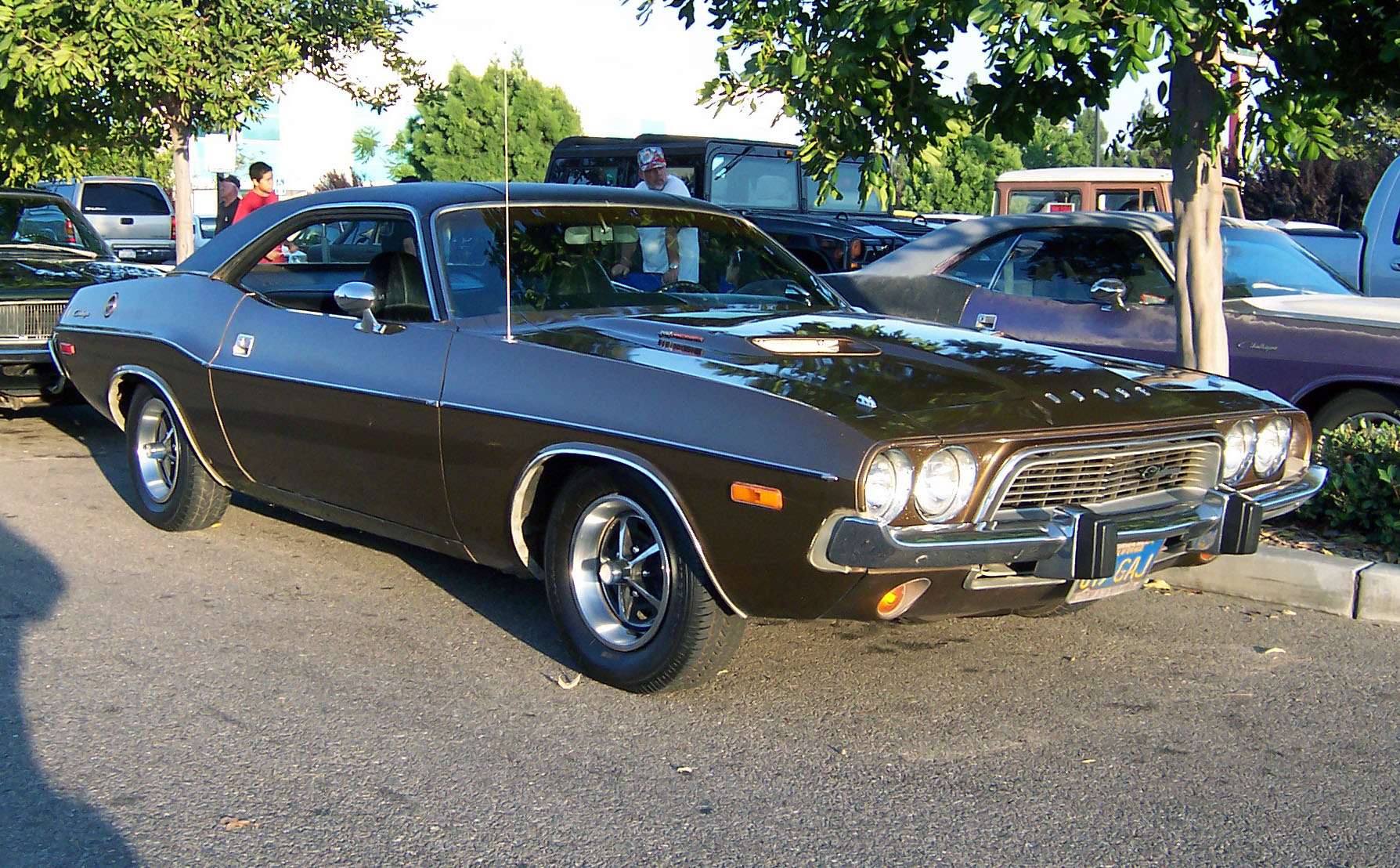
Dodge Challenger de 1974

## Cabriolet
Les Challenger ont été disponibles en cabriolet en 1970 et en 1971 seulement. La version la plus performante était le modèle « R/T », disponible en cabriolet ou coupé. Les coupés étaient également disponibles en finition SE plus luxueuse, avec une sellerie cuir, un toit vinyle et une lunette arrière plus petite. Pour le millésime 1972, Dodge a abandonné la dénomination « R/T » pour sa version performante au profit de la dénomination « Rallye ».

## Ventes
| Année | Variante | Modèle                      | Production | Total  |
| ----- | -------- | --------------------------- | ---------- | ------ |
| 1970  | L6       | Hardtop                     | 1          | 76 935 |
| 1970  | L6       | Sports Hardtop              | 350        | 76 935 |
| 1970  | L6       | Cabriolet                   | 370        | 76 935 |
| 1970  | V8       | Hardtop                     | 36 811     | 76 935 |
| 1970  | V8       | Hardtop T/A                 | 2 539      | 76 935 |
| 1970  | V8       | Sports Hardtop              | 5 873      | 76 935 |
| 1970  | V8       | Cabriolet                   | 2 543      | 76 935 |
| 1970  | V8       | Hardtop R/T                 | 13 796     | 76 935 |
| 1970  | V8       | Hardtop R/T Special Edition | 3 753      | 76 935 |
| 1970  | V8       | Cabriolet R/T               | 963        | 76 935 |
| 1971  | L6       | Hardtop                     | 1 672      | 26 299 |
| 1971  | L6       | Cabriolet                   | 83         | 26 299 |
| 1971  | V8       | Hardtop                     | 18 956     | 26 299 |
| 1971  | V8       | Cabriolet                   | 1 774      | 26 299 |
| 1971  | V8       | Hardtop R/T                 | 3 814      | 26 299 |
| 1972  | L6       | Hardtop                     | 842        | 22 919 |
| 1972  | V8       | Hardtop                     | 15 175     | 22 919 |
| 1972  | V8       | Hardtop Rallye              | 8 123      | 22 919 |
| 1973  | V8       | Hardtop                     | 27 930     | 27 930 |
| 1974  | V8       | Hardtop                     | 11 354     | 11 354 |